# Russell Blinco
Russell Blinco (né le 12 mars 1908 à Grand-Mère ville de la province de Québec au Canada - mort en 1982) est un joueur professionnel de hockey sur glace. Il fait ses débuts dans la Ligue nationale de hockey avec les Maroons de Montréal en 1932 et remporte à la fin de la saison 1933-1934 le titre de meilleure recrue de la LNH.
Au cours de sa deuxième saison avec l'équipe, il remporte la Coupe Stanley. Il joue encore trois saisons avec les Maroons jusqu'à ce que ces derniers mettent fin à leurs activités ; il joue alors une dernière saison en 1938-1939 avec les Black Hawks de Chicago.

## Biographie

### Ses débuts
Russell Blinco commence sa carrière en jouant avec les Redmen de McGill en 1926-1927, ; en 1928-1929, il joue avec les Maroons de Grand-Mère, l'équipe de sa ville natale. Par la suite, il joue avec les Crescents de Brooklyn de la United States Amateur Hockey Association entre 1929 et 1932. Dans le même temps, il fait ses études au sein de l'université Bishop's et il joue à la fois au hockey mais également au football américain.
En 1932-1933, il commence sa carrière professionnelle en jouant dans la Canadian-American Hockey League avec les Indians de Springfield, une équipe affiliée au club des Rangers de New York de la Ligue nationale de hockey. Le 8 décembre 1932, le club de Springfield dépose le bilan et les Rangers échangent Blinco aux Maroons de Montréal qui l'affectent à leur équipe affiliée des Bulldogs de Windsor de la Ligue internationale de hockey.

### Dans la Ligue nationale de hockey
Il commence la saison suivante avec les Bulldogs, il fait ses débuts dans la Ligue nationale de hockey avec les Maroons de Montréal ; au cours de cette première saison, Russ Blinco participe à trente-et-un matchs pour vingt-trois points et remporte le titre de meilleure recrue de la ligue. D'un point de vue collectif, les Maroons sont qualifiés pour les séries éliminatoires et éliminent au premier tour des séries les Rangers. Les Maroons chutent au deuxième tour six buts à deux sur l'ensemble des deux rencontres qui les opposent aux Black Hawks de Chicago, futurs champions de la Coupe Stanley.
L'équipe 1934-1935 des Maroons se classe deuxième de la division Canadienne derrière les Maple Leafs de Toronto ; Blinco joue sur la deuxième ligne offensive de l'équipe avec Earl Robinson et Dave Trottier. Avec vingt-sept points, Blinco est le troisième meilleur pointeur de l'équipe derrière Robinson auteur de trente-cinq points et Herb Cain, qui compte le même total de point que Blinco mais avec sept buts de plus. Au premier tour des séries, les Maroons jouent contre les Black Hawks et réussissent à les éliminer. Les joueurs de Montréal jouent la demi-finale contre les Rangers qui ont éliminé les Canadiens de Montréal lors du tour précédent ; Blinco aide les siens à accéder à la finale de la Coupe Stanley en inscrivant un but lors de la deuxième partie, un match nul 3-3 alors que les Maroons ont remporté le premier match 2-1. Pour la première fois depuis sept ans, les Maroons jouent la finale de la Coupe Stanley ; ils sont opposés aux Maple Leafs de Toronto et la série finale se joue au meilleur des cinq matchs. Les Maroons ouvrent le score lors du premier match sur un but de Robinson assisté de Blinco au cours du deuxième tiers-temps ; finalement, les joueurs de Montréal gagnent le match 3-2 en prolongation à la suite d'un but de Trottier. Ils gagnent également le deuxième match, cette fois sur le score de 3-1, avec le but vainqueur inscrit par Blinco. Les Maroons de Montréal remportent la deuxième Coupe de leur histoire, la première pour Blinco, en gagnant le troisième match sur le score de 3-1.
Lors de la saison suivante, les Maroons terminent à la première place de la division Canadienne deux points d'avance sur Toronto ; avec vingt-trois points dont treize buts, il est le cinquième pointeur et le troisième buteur de l'équipe. Les Maroons sont directement qualifiés pour les demi-finales contre les premiers de la division américaine : les Red Wings de Détroit ; alors qu'ils sont tenants du titre, les joueurs de Montréal sont écartés en trois rencontres dont deux blanchissages du gardien de Détroit, Normie Smith.
En 1936-1937, les Maroons se classent deuxième de la division Canadienne derrière les Canadiens de Montréal. Au cours de cette saison, Binco n'inscrit que six buts, le plus faible total depuis ses débuts ; en effet, Blinco porte dans la vie de tous les jours des lunettes mais les enlève pour jouer. Les Maroons font fabriquer spécialement pour lui une paire de lunettes spéciales sport ; il est ainsi le premier joueur de la LNH à jouer au hockey avec des lunettes. Ils passent le premier tour en éliminant les Bruins de Boston mais chutent au deuxième tour contre les Rangers de New York en deux rencontres. Le 3 novembre 1937, Blinco participe au premier Match des étoiles organisé en l'honneur de Howie Morenz, joueur des Canadiens de Montréal mort sur la glace au mois de mars 1937.
Pour la première fois depuis ses débuts dans la LNH, Blinco manque les séries éliminatoires alors que les Maroons se classent derniers de toute la LNH avec seulement trente points inscrits. Blinco inscrit neuf buts et dix passes décisives au cours de cette mauvaise saison des Maroons. Dans le même temps, les fonds nécessaires au fonctionnement des Maroons ne suivent plus et le 25 août 1938, la LNH accorde aux Maroons de suspendre leur activité pour une saison ; il est vendu aux Black Hawks de Chicago en septembre 1938 en compagnie de Baldy Northcott et d'Earl Robinson en retour de 30 000 dollars. Il joue alors sa dernière saison en 1938-1939 en tant que professionnel alors que l'équipe de Chicago finit la saison à la dernière place de la LNH.

### Après carrière
Après la fin de sa carrière, il retourne au Québec et emménage dans la ville de Bedford où il devient comptable ; il reste également actif localement dans le monde du hockey en étant tour à tour entraîneur, arbitre ou gérant de la patinoire locale. Blinco meurt en 1982 et honoré pas son université en 1991 lorsque celle-ci ouvre un temple de la renommée interne.

## Statistiques
| Saison     | Équipe                 | Ligue      |     | Saison régulière | Saison régulière | Saison régulière | Saison régulière | Saison régulière |   | Séries éliminatoires | Séries éliminatoires | Séries éliminatoires | Séries éliminatoires | Séries éliminatoires |
| Saison     | Équipe                 | Ligue      | PJ  | B                | A                | Pts              | Pun              | PJ               | B | A                    | Pts                  | Pun                  |                      |                      |
| 1926-1927  | Redmen de McGill       | MCHL       | 9   | 0                | 1                | 1                | 0                |                  |   |                      |                      |                      |                      |                      |
| 1927-1928  | Redmen de McGill       | OQAA       |     |                  |                  |                  |                  |                  |   |                      |                      |                      |                      |                      |
| 1928-1929  | Maroons de Grand-Mère  | PIHL       | 5   | 4                | 0                | 4                | 2                |                  |   |                      |                      |                      |                      |                      |
| 1929-1930  | Crescents de Brooklyn  | USAHA      |     |                  |                  |                  |                  |                  |   |                      |                      |                      |                      |                      |
| 1930-1931  | Crescents de Brooklyn  | USAHA      |     |                  |                  |                  |                  |                  |   |                      |                      |                      |                      |                      |
| 1931-1932  | Crescents de Brooklyn  | USAHA      |     |                  |                  |                  |                  |                  |   |                      |                      |                      |                      |                      |
| 1932-1933  | Indians de Springfield | CAHL       | 13  | 2                | 2                | 4                | 0                |                  |   |                      |                      |                      |                      |                      |
| 1932-1933  | Bulldogs de Windsor    | LIH        | 28  | 13               | 10               | 23               | 12               |                  |   |                      |                      |                      |                      |                      |
| 1933-1934  | Bulldogs de Windsor    | LIH        | 16  | 6                | 5                | 11               | 4                |                  |   |                      |                      |                      |                      |                      |
| 1933-1934  | Maroons de Montréal    | LNH        | 31  | 14               | 9                | 23               | 2                | 4                | 0 | 1                    | 1                    | 0                    |                      |                      |
| 1934-1935  | Maroons de Montréal    | LNH        | 48  | 13               | 14               | 27               | 4                | 7                | 2 | 2                    | 4                    | 2                    |                      |                      |
| 1935-1936  | Maroons de Montréal    | LNH        | 46  | 13               | 10               | 23               | 10               | 3                | 0 | 0                    | 0                    | 0                    |                      |                      |
| 1936-1937  | Maroons de Montréal    | LNH        | 48  | 6                | 12               | 18               | 2                | 5                | 1 | 0                    | 1                    | 2                    |                      |                      |
| 1937-1938  | Maroons de Montréal    | LNH        | 47  | 10               | 9                | 19               | 4                |                  |   |                      |                      |                      |                      |                      |
| 1938-1939  | Black Hawks de Chicago | LNH        | 47  | 3                | 12               | 15               | 2                |                  |   |                      |                      |                      |                      |                      |
| Totaux LNH | Totaux LNH             | Totaux LNH | 267 | 59               | 66               | 125              | 24               | 19               | 3 | 3                    | 6                    | 4                    |                      |                      |

## Trophées et honneurs personnels
- 1933-1934 : remporte le Trophée Calder
- 1934-1935 : remporte la Coupe Stanley avec les Maroons de Montréal
- 1936-1937 : sélectionné pour jouer le Match des étoiles à la mémoire de Howie Morenz